# Maria Teresa de Vallabriga
Maria Teresa de Vallabriga y Rozas, Condessa de Chinchón (Saragoça, 6 de novembro de 1759 - Saragoça, 26 de fevereiro de 1820) foi uma nobre aragonesa. Casou-se morganaticamente com Luís, Conde de Chinchón, filho do rei Filipe V da Espanha, tendo sido Condessa de Chinchón.

## Descendência
Maria Teresa e Luís tiveram três filhos:
- Luís Maria de Bourbon y Vallabriga (1777-1823)
- Maria Teresa de Bourbon y Vallabriga (1779-1828)
- Maria Luísa de Bourbon y Vallabriga (1783-1846)

## Honras
- Dama Nobre da Ordem da Rainha Maria Luísa.